# ЖНБЛ в сезоне 2014/2015
Сезон ЖНБЛ 2014/2015 — 35-й сезон женской национальной баскетбольной лиги (ЖНБЛ), по окончании которого чемпионом, в первый раз, стала команда «Таунсвилл Файр». Это был последний сезон, когда большой финал состоял всего из одного матча.
В регулярном чемпионате приняло участие восемь клубов, на один меньше, чем в прошлом, так как в межсезонье, в марте 2014 года, была ликвидирована команда «Логан Тандер». Сезон стартовал 17 октября матчем между клубами «Канберра Кэпиталз» и «Мельбурн Бумерс», в котором «Кэпиталз» в упорной борьбе обыграли соперника со счётом 69:62. Регулярный чемпионат в этом сезоне закончился 15 февраля, MVP которого была признана форвард команды «Канберра Кэпиталз» Эбби Бишоп. Наставник клуба «Сидней Юни Флэймз», Шеннон Сибом, был признан тренером года, а Лорен Шерф из команды «Данденонг Рейнджерс» — новичком сезона. Официально же сезон 2014/2015 годов закончился 8 марта, когда команда «Таунсвилл Файр» обыграла в финальной игре клуб «Бендиго Спирит» со счётом 75:65, а MVP финала была признана защитник «Файр» Миа Ньюли.

## Регулярный чемпионат
И = Игр, В = Выигрышей, П = Поражений, П% = Процент выигранных матчей
| Регулярный сезон |                     |    |    |    |      |
| #                | Команда             | И  | В  | П  | П%   |
| 1                | Таунсвилл Файр      | 22 | 17 | 5  | 77,3 |
| 2                | Бендиго Спирит      | 22 | 15 | 7  | 68,2 |
| 3                | Данденонг Рейнджерс | 22 | 12 | 10 | 54,5 |
| 4                | Сидней Юни Флэймз   | 22 | 11 | 11 | 50,0 |
| 5                | Канберра Кэпиталз   | 22 | 11 | 11 | 50,0 |
| 6                | Мельбурн Бумерс     | 22 | 11 | 11 | 50,0 |
| 7                | Аделаида Лайтнинг   | 22 | 7  | 15 | 31,8 |
| 8                | Уэст-Кост Уэйвз     | 22 | 4  | 18 | 18,2 |

## Финалы
| Полуфиналы      | Полуфиналы          | Полуфиналы |  |          | Предварительный финал | Предварительный финал    | Предварительный финал    |                          |                           | Большой финал             | Большой финал             | Большой финал |
| --------------- | ------------------- | ---------- |  | -------- | --------------------- | ------------------------ | ------------------------ | ------------------------ | ------------------------- | ------------------------- | ------------------------- | ------------- |
|                 |                     |            |  |          |                       |                          |                          |                          |                           |                           |                           |               |
| 22 февраля 2015 |                     |            |  |          |                       |                          |                          |                          |                           |                           |                           |               |
| 1               | Таунсвилл Файр      | 82         |  |          |                       |                          |                          |                          |                           |                           |                           |               |
| 2               | Бендиго Спирит      | 63         |  |          |                       |                          |                          |                          |                           |                           |                           |               |
|                 |                     |            |  |          | 1 марта 2015          | 1 марта 2015             | 1 марта 2015             |                          | 8 марта 2015              | 8 марта 2015              |                           |               |
|                 |                     |            |  |          | 2                     | Бендиго Спирит           | 85                       |                          | 1                         | Таунсвилл Файр            | 75                        |               |
|                 |                     |            |  |          | 4                     | Сидней Юни Флэймз        | 77                       |                          |                           | 2                         | Бендиго Спирит            | 65            |
| 21 февраля 2015 |                     |            |  |          |                       |                          |                          |                          |                           |                           |                           |               |
| 3               | Данденонг Рейнджерс | 80         |  |          |                       |                          |                          |                          |                           |                           |                           |               |
| 4               | Сидней Юни Флэймз   | 89         |  | Легенда: | Легенда:              | Посев победившей команды | Посев победившей команды | Посев победившей команды | Посев проигравшей команды | Посев проигравшей команды | Посев проигравшей команды |               |

## Лидеры сезона по средним показателям за игру
| Показатель                       | Игрок            | Команда           | Всего | Игры | В среднем |
| -------------------------------- | ---------------- | ----------------- | ----- | ---- | --------- |
| Очков в среднем за игру          | Эбби Бишоп       | Канберра Кэпиталз | 506   | 22   | 23,0      |
| Подборов в среднем за игру       | Эбби Бишоп       | Канберра Кэпиталз | 233   | 22   | 10,6      |
| Передач в среднем за игру        | Лейлани Митчелл  | Сидней Юни Флэймз | 130   | 22   | 5,9       |
| Перехватов в среднем за игру     | Ребекка Аллен    | Мельбурн Бумерс   | 40    | 22   | 1,8       |
| Блок-шотов в среднем за игру     | Луэлла Томлинсон | Уэст-Кост Уэйвз   | 31    | 12   | 2,6       |
| Процент точных 3-очковых бросков | Микаэла Кокс     | Таунсвилл Файр    | 28/51 | 22   | 54,9      |
| Процент точных штрафных бросков  | Деанна Смит      | Уэст-Кост Уэйвз   | 49/53 | 20   | 92,5      |

## Награды сезона

### Лучшие игроки недели
| Раунд    | Неделя                  | Игрок недели         | Команда             |
| -------- | ----------------------- | -------------------- | ------------------- |
| Раунд 1  | 17 октября – 26 октября | Кайла Фрэнсис        | Таунсвилл Файр      |
| Раунд 2  | 27 октября – 3 ноября   | Габриэль Ричардс     | Бендиго Спирит      |
| Раунд 3  | 4 ноября – 11 ноября    | Тесс Маджен          | Мельбурн Бумерс     |
| Раунд 4  | 12 ноября – 18 ноября   | Эбби Бишоп           | Канберра Кэпиталз   |
| Раунд 5  | 19 ноября – 25 ноября   | Лейлани Митчелл      | Сидней Юни Флэймз   |
| Раунд 6  | 26 ноября – 2 декабря   | Линдсей Мур          | Уэст-Кост Уэйвз     |
| Раунд 7  | 3 декабря – 9 декабря   | Эбби Бишоп (2)       | Канберра Кэпиталз   |
| Раунд 8  | 10 декабря – 16 декабря | Белинда Снелл        | Бендиго Спирит      |
| Раунд 9  | 17 декабря – 23 декабря | Сьюзи Баткович       | Таунсвилл Файр      |
| Раунд 10 | 24 декабря – 30 декабря | Эбби Бишоп (3)       | Канберра Кэпиталз   |
| Раунд 11 | 31 декабря – 6 января   | Пенни Тейлор         | Данденонг Рейнджерс |
| Раунд 12 | 7 января – 13 января    | Ребекка Коул         | Мельбурн Бумерс     |
| Раунд 13 | 14 января – 20 января   | Кайла Фрэнсис (2)    | Таунсвилл Файр      |
| Раунд 14 | 21 января – 27 января   | Эбби Бишоп (4)       | Канберра Кэпиталз   |
| Раунд 15 | 28 января – 3 февраля   | Габриэль Ричардс (2) | Бендиго Спирит      |
| Раунд 16 | 4 февраля – 9 февраля   | Кайла Фрэнсис (3)    | Таунсвилл Файр      |
| Раунд 17 | 10 февраля – 15 февраля | Стефани Толбот       | Канберра Кэпиталз   |

### Лучшие игроки и тренеры месяца
| Месяц        | Игрок месяца                       | Тренер месяца                       |
| ------------ | ---------------------------------- | ----------------------------------- |
| ноябрь 2014  | Эбби Бишоп (Канберра Кэпиталз)     | Крис Лукас (Таунсвилл Файр)         |
| декабрь 2014 | Сьюзи Баткович (Таунсвилл Файр)    | Марк Райт (Данденонг Рейнджерс)     |
| январь 2015  | Пенни Тейлор (Данденонг Рейнджерс) | Марк Райт (2) (Данденонг Рейнджерс) |

### Награды по итогом сезона
- Самый ценный игрок женской НБЛ: Эбби Бишоп, Канберра Кэпиталз
- Самый ценный игрок финала женской НБЛ: Миа Ньюли, Таунсвилл Файр
- Новичок года женской НБЛ: Лорен Шерф, Данденонг Рейнджерс
- Лучший оборонительный игрок женской НБЛ: Келси Гриффин, Бендиго Спирит
- Лучший снайпер женской НБЛ: Эбби Бишоп, Канберра Кэпиталз
- Тренер года женской НБЛ: Шеннон Сибом, Сидней Юни Флэймз

- Сборная всех звёзд женской НБЛ:
  - З Тесс Маджен (Мельбурн Бумерс)
  - Ф Пенни Тейлор (Данденонг Рейнджерс)
  - Ф Келси Гриффин (Бендиго Спирит)
  - Ф Эбби Бишоп (Канберра Кэпиталз)
  - Ц Кайла Фрэнсис (Таунсвилл Файр)